# Стрибки у воду на літніх Олімпійських іграх 1924
Змагання зі стрибків у воду на літніх Олімпійських іграх 1924 в Парижі тривали з 14 до 20 липня в Piscine des Tourelles. Розіграно 5 комплектів нагород (3 серед чоловіків і 2 серед жінок). Змагався 71 спортсмен з 13-ти країн.

## Медальний залік

### Чоловіки
| Дисципліна                    | Золото            | Срібло                | Бронза                 |
| ----------------------------- | ----------------- | --------------------- | ---------------------- |
| Трамплін, 3 м                 | Елберт Вайт (USA) | Піт Десджардінс (USA) | Кларенс Пінкстон (USA) |
| Вишка, 10 м                   | Елберт Вайт (USA) | Девід Фолл (USA)      | Кларенс Пінкстон (USA) |
| Прості стрибки у воду з вишки | Дік Їв (AUS)      | Юган Янссон (SWE)     | Гаролд Кларк (GBR)     |

### Жінки
| Дисципліна    | Золото                        | Срібло                        | Бронза                 |
| ------------- | ----------------------------- | ----------------------------- | ---------------------- |
| Трамплін, 3 м | Елізабет Бекер-Пінкстон (USA) | Ейлін Ріґґін (USA)            | Керолайн Флетчер (USA) |
| Вишка, 10 м   | Керолайн Сміт (USA)           | Елізабет Бекер-Пінкстон (USA) | Єрдіс Тепель (SWE)     |

## Країни-учасниці
Змагалися 45 стрибунів і 26 стрибунок у воду з 14-ти країн:
- Австралія  (1)
- Австрія  (3)
- Бельгія  (2)
- Чехословаччина  (2)
- Данія  (4)
- Фінляндія  (6)
- Франція  (12)
- Велика Британія  (11)
- Італія  (1)
- Нідерланди  (4)
- Іспанія  (3)
- Швеція  (11)
- Швейцарія  (1)
- США  (10)

## Таблиця медалей
| Місце              | Країна             | Золото | Срібло | Бронза | Загалом |
| ------------------ | ------------------ | ------ | ------ | ------ | ------- |
| 1                  | США                | 4      | 4      | 3      | 11      |
| 2                  | Австралія          | 1      | 0      | 0      | 1       |
| 3                  | Швеція             | 0      | 1      | 1      | 2       |
| 4                  | Велика Британія    | 0      | 0      | 1      | 1       |
| Загалом (4 збірні) | Загалом (4 збірні) | 5      | 5      | 5      | 15      |